# Laitsalmi
Laitsalmi är ett sund i Finland. Det ligger i landskapet Egentliga Finland, i den sydvästra delen av landet, 170 km väster om huvudstaden Helsingfors.
Laitsalmi ligger mellan Saloluoto och Rimitoön i norr och Karhuluoto, Keusto, Pitkäluoto samt Nimetön i söder. Den ansluter till Hänninaukko i väster.